# Dejen Gebremeskel
Dejen Gebremeskel (Adigrat, 24 novembre 1989) è un mezzofondista etiope.
Il suo record personale sui 5000 metri è di 12'46"81 e ai campionati del mondo di atletica leggera di Taegu 2011 ha conquistato la medaglia di bronzo proprio su questa distanza.
Ha vinto la sua prima medaglia in pista quando correva nella categoria juniores, giungendo al traguardo in seconda posizione ai campionati africani juniores di atletica leggera e al terzo posto ai campionati del mondo juniores di atletica leggera nel 2008. È stato finalista ai campionati mondiali indoor nel 2010 nella massima categoria mentre due anni più tardi, a Londra, ha partecipato alla sua prima olimpiade sui 5 000 metri ed è salito sul secondo gradino del podio, alle spalle di Mo Farah.

## Biografia
Dejen Gebremeskel cresce negli ambienti rurali di Woreda in Etiopia e inizia a correre già da bambino, come rappresentante della sua scuola Inizia a gareggiare nella regione del Tigrè e dopo aver affermato il suo valore nelle competizioni locali, si trasferisce ad Addis Abeba per allenarsi con la squadra nazionale. Dejen vince la sua prima medaglia internazionale ai Campionati africani per juniores nel 2007, conquistando l'argento sui 5000 metri e terminando la gara alle spalle di Mathew Kisorio. Sempre in quell'anno fa la prima esperienza di gare fuori dal suo continente d'origine e stabilisce il suo primato personale di 13'21"05, sempre sui 5000 metri, al meeting Flanders Cup di Brasschaat; in questa occasione termina al sesto posto. Compete per l'Etiopia all'International Chiba Ekiden, una gara su strada, nel 2008 e aiuta la sua squadra a vincere, disputando la frazione più veloce della gara.

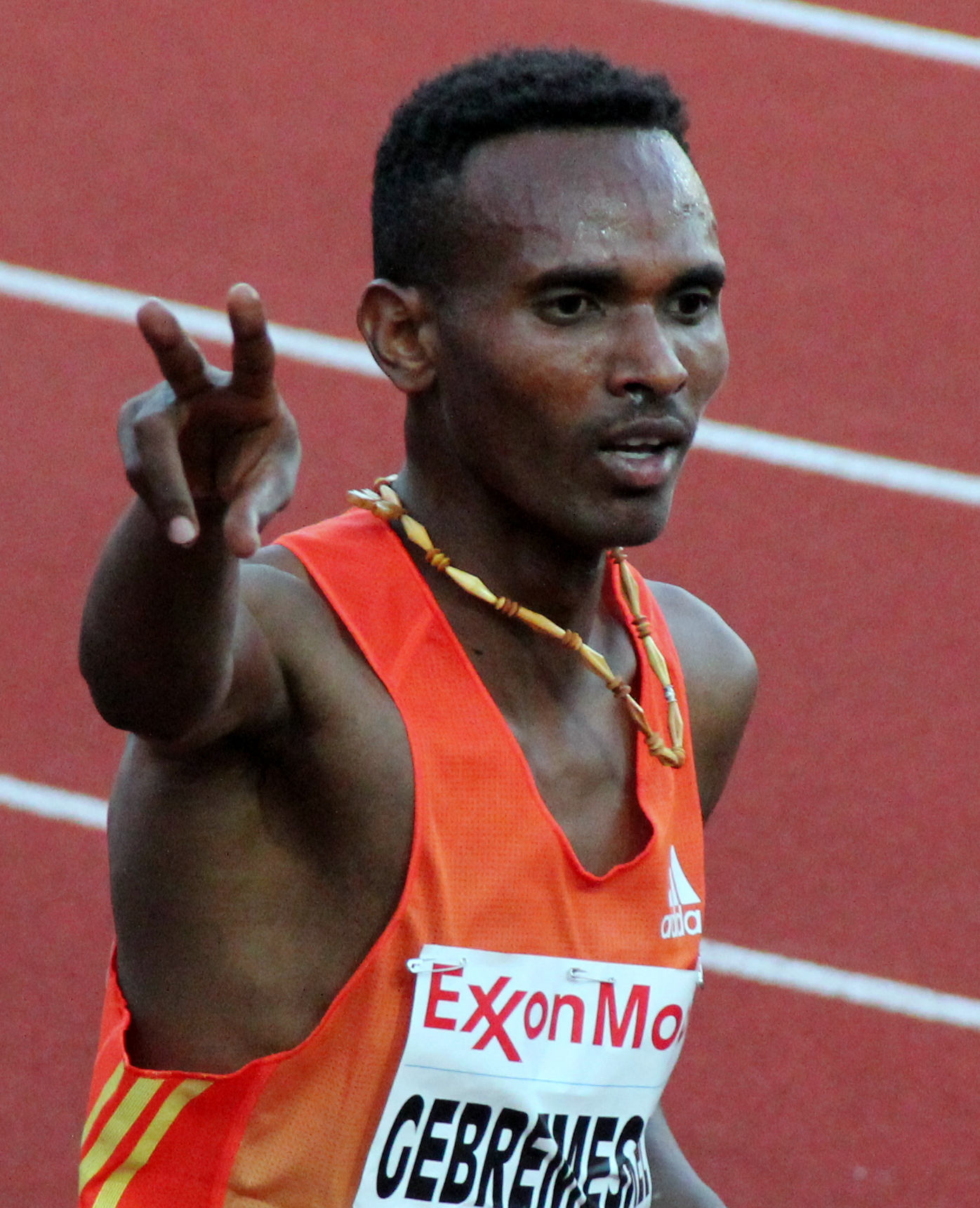
Dejen Gebremeskel ai Bislett Games nel 2012

Come rappresentante del team Ethiopian Banks, vince il titolo juniores nel 2007 in una gara di cross country ad Addis Abeba, precedendo Hunegnaw Mesfin per un solo secondo. Termina invece al quarto posto, sempre nella categoria juniores, ai campionati etiopi di cross country nel 2008 e viene selezionato per i campionati mondiali di cross del 2008, dove termina la sua gara in 18ª posizione. Tornato in pista, corre all'Adidas Track Classic a maggio e lima altri secondi al suo personale sui 5000 metri, portandolo a 13'08"96 e termina la gara secondo solo ad Ali Abdosh. È tra i partecipanti con il miglior tempo di accredito ai campionati mondiali juniores di atletica leggera disputatisi nel 2008 e partecipa alla gara sulla sua distanza preferita concludendo sul terzo gradino del podio, mentre il suo connazionale Agreham Cherkos vince l'oro.
Ai trials etiopi di cross country del 2009, svoltisi in febbraio, termina al terzo posto. Tutta l'attenzione è però riposta sulle gare in pista, infatti è protagonista di un'ottima transizione verso la categoria seniores, dato che si impone a maggio all'Adidas Track Classic e in 13'03"13 conclude al terzo posto la gara al Reebok Grand Prix di New York, battuto solamente dai medagliati olimpici Micah Kogo e Bernard Lagat. Disputa inoltre un 3000 metri in 7'58"69 al meeting Prefontaine Classic e termina quarto al London Grand Prix sempre in quell'anno.
Dejen gareggia per la prima volta al coperto l'anno seguente e chiude al secondo posto dietro a Bernard Lagat ai Boston Indoor Games. È ancora una volta secondo al Birmingham Indoor Grand Prix due settimane più tardi ed è selezionato per rappresentare l'Etiopia sui 3000 metri ai campionati mondiali indoor del 2010. In quest'occasione corre il secondo miglior tempo di qualificazione, con il personale portato a 7'44"26, ma non si comporta in egual maniera in finale, terminando decimo. All'aperto si classifica secondo al Carlsbad 5000, al Prefontaine CLassic e al DN Galan, in quest'ultimo corre in 12'53"56 la gara sui 5000 metri.
Continua a concentrarsi sulle gare in pista anche durante la stagione 2011 e al New Balance Indoor Grand Prix termina davanti a Mo Farah dopo inusuali circostanze, infatti Dejen perde una scarpa al primo giro di gara ma continua e vince con il crono di 7'35"37, uno dei tempi migliori dell'anno sui 3000 metri. Debutta poco più tardi nella gara dei 10 chilometri in strada ed è battuto solamente da Sammy Kitwara al World's Best 10K con il tempo di 27'45". Vince invece in aprile la gara sui 5 chilometri a Carlsbad, precedendo Eliud Kipchoge, e nel circuito Diamond League assapora per la prima volta il piacere della vittoria all'Adidas Grand Prix di New York. Il tempo di 12'55"89 fatto segnare al Golden Gala gli permette di essere il secondo miglior atleta etiope dell'anno sui 5000 metri e viene così selezionato per i campionati mondiali di atletica leggera del 2011. Tranquillamente procede nei turni di qualificazione e in finale partecipa alla battaglia a quattro con Merga, Farah e Lagat; taglia il traguardo in quarta posizione ma il connazionale Imane Merga viene squalificato dopo la cerimonia di premiazione per aver corso per alcuni metri all'interno del cordolo. Dejen è così classificato in terza posizione e si aggiudica il bronzo, ripetendo il risultato di tre anni prima ai campionati juniores.
Nel maggio 2012 vince il Carlsbad 5000 per il secondo anno, Ai giochi olimpici di Londra 2012 termina la sua batteria nella gara dei 5000 metri in prima posizione, qualificandosi per la finale. Nel turno conclusivo taglia il traguardo appena dietro a Mohammed Farah e si aggiudico così la medaglia d'argento con il tempo di 13'41"98.

## Progressione

### 3000 metri piani
| Stagione | Risultato | Luogo    | Data      | Rank. Mond. |
| -------- | --------- | -------- | --------- | ----------- |
| 2009     | 7'51"02   | New York | 30-5-2009 | 82º         |

### 3000 metri piani indoor
| Stagione | Risultato | Luogo     | Data      | Rank. Mond. |
| -------- | --------- | --------- | --------- | ----------- |
| 2014     | 7'34"70   | Boston    | 8-2-2014  | 3º          |
| 2013     | 7'43"32   | Boston    | 2-2-2013  | 18º         |
| 2012     | 7'34"14   | Stoccolma | 23-2-2012 | 6º          |
| 2011     | 7'35"37   | Boston    | 5-2-2011  | 4º          |
| 2010     | 7'44"26   | Doha      | 12-3-2010 | 18º         |

### 5000 metri piani
| Stagione | Risultato | Luogo      | Data      | Rank. Mond. |
| -------- | --------- | ---------- | --------- | ----------- |
| 2013     | 13'31"02  | New York   | 25-5-2013 | 119º        |
| 2012     | 12'46"81  | Parigi     | 6-7-2012  | 1º          |
| 2011     | 12'55"89  | Roma       | 26-5-2011 | 6º          |
| 2010     | 12'53"56  | Stoccolma  | 6-8-2010  | 4º          |
| 2009     | 13'03"13  | New York   | 30-5-2009 | 21º         |
| 2008     | 13'08"96  | Carson     | 17-5-2008 | 31º         |
| 2007     | 13'21"05  | Brasschaat | 21-7-2007 | 75º         |

## Palmarès
| Anno | Manifestazione               | Luogo          | Evento        | Posizione | Risultato | Note |
| ---- | ---------------------------- | -------------- | ------------- | --------- | --------- | ---- |
| 2007 | Campionati africani juniores | Ouagadougou    | 5000 m piani  | Argento   | 14'14"96  |      |
| 2008 | Mondiali di cross            | Edimburgo      | Juniores      | 18º       | 23'34"    |      |
| 2008 | Mondiali juniores            | Bydgoszcz      | 5000 m piani  | Bronzo    | 13'11"97  |      |
| 2010 | Mondiali indoor              | Doha           | 3000 m piani  | 10º       | 7'48"69   |      |
| 2011 | Mondiali                     | Taegu          | 5000 m piani  | Bronzo    | 13'23"92  |      |
| 2012 | Mondiali indoor              | Istanbul       | 3000 m piani  | 5º        | 7'42"60   |      |
| 2012 | Giochi olimpici              | Londra         | 5000 m piani  | Argento   | 13'41"98  |      |
| 2013 | Mondiali                     | Mosca          | 10000 m piani | 16º       | 27'51"88  |      |
| 2014 | Mondiali indoor              | Sopot          | 3000 m piani  | Bronzo    | 7'55"39   |      |
| 2016 | Giochi olimpici              | Rio de Janeiro | 5000 m piani  | 12º       | 13'15"91  |      |

## Altre competizioni internazionali
2008
- Bronzo al Cross Internacional del Calzado ( Fuensalida) - 36'52"

2010
- DNF al Qatar Athletic Super Grand Prix ( Doha), 5 000 metri
- Argento al Prefontaine Classic ( Eugene), 5 000 metri - 12'59"30
- Argento al DN Galan ( Stoccolma), 5 000 metri - 12'53"56
- Argento alla Carlsbad 5000 ( Carlsbad), 5 km - 13'18"

2011
- 4º al Golden Gala ( Roma), 5 000 metri - 12'55"89
- Oro all'Adidas Grand Prix ( New York), 5 000 metri - 13'05"22
- 5º all'Athletissima ( Losanna), 5 000 metri - 13'05"52
- Argento alla San Juan World's Best 10K ( San Juan) - 27'45"
- Oro alla Carlsbad 5000 ( Carlsbad), 5 km - 13'11"

2012
- Oro ai Bislett Games ( Oslo), 5 000 metri - 12'58"92
- Oro al Meeting Areva ( Parigi), 5 000 metri - 12'46"81
- 4º al Weltklasse Zürich ( Zurigo), 5 000 metri - 13'00"83
- Oro alla Carlsbad 5000 ( Carlsbad), 5 km - 13'11"

2013
- 6º all'Adidas Grand Prix ( New York), 5 000 metri - 13'31"02
- Oro alla Carlsbad 5000 ( Carlsbad), 5 km - 13'21"
- Oro alla Boston B.A.A. 5K ( Boston), 5 km - 13'37"

2014
- 5º alla Mezza maratona di Philadelphia ( Filadelfia) - 1h02'36"
- Oro alla Carlsbad 5000 ( Carlsbad), 5 km - 13'13"
- Oro alla Boston B.A.A. 5K ( Boston), 5 km - 13'26"

2016
- Oro alla Boston B.A.A. 5K ( Boston), 5 km - 13'39"

2017
- Oro alla Carlsbad 5000 ( Carlsbad), 5 km - 13'27"
- 5º alla Boston B.A.A. 5K ( Boston) - 13'35"